# Eucodonia
Eucodonia é um género botânico pertencente à família Gesneriaceae.

## Espécies
- Eucodonia andrieuxii
- Eucodonia ehrenbergii
- Eucodonia lilacinella
- Eucodonia verticillata